# خليج البحرين (مكان)
خليج البحرين أو بحرين باي هي واجهة بحرية مطورة عقاريا تقع على الساحل الشمالي للمنامة في مملكة البحرين. تم إنشائها من الأراضي المستصلحة وقد تم تصميم المشروع بقيمة 2.5 مليار دولار من أجل تقديم خدمات سكنية، وتجارية، وسياحية، ومرافق مجتمعية، ومرافق عامة. يشتمل على ثلاث مطورين وهم: المقر الرئيسي للمصرف العالمي أركابيتا، ورافلز سيتي، وأول فرع لسلسلة فنادق فور سيزونز. أطلق المشروع في عام 2006 ومن المقرر استكماله على عدة مراحل على أن تنتهي المرحلة الأولى في 2012.

## الوصف
تم إنشائها على ثلاث جزر: الجزرة الشمالية، والجزيرة الجنوب، وجزيرة فور سيسونز المركزية. تم إنشاء مرفأ داخلي مجاور للكورنيش الشمالي من المنامة. يصل بالبر عن طريق جسرين متعدد المسارات ومحاط بطريق دائري جديد يسمى جسر المنامة الشمالي. تبلغ مساحة المشروع 500 ألف متر مربع. يستخدم المشروع 3.3 كيلومتر من الرصيف و4 كيلومتر من الطرق للمركبات. كجزء من البنية التحتية بني لصالح المشروع أربع محطات كهربائية فرعية بقوة 66 كيلوفولت، وخمس محطات فرعية بقوة 11 كيلوفولت، خزانين للمياه الصالحة للشرب، ومحطتين للصرف الصحي.

## التصميم
أنشأت شركة سكيدمور، أوينجز، وميريل خطة الإنشاء. بعد تنقيحات طفيفة فقط منذ إنشائها تم فرض خطة صارمة لجميع مطوري الطرف الثالث وضمان أن المشروع النهائي لديه جمالية متماسكة ومستوى ثابت من الجودة.
معماريا يستند الإنشاء على دوائر متحدة منبثقة من المركز وهي جزيرة فور سيزونز المركزية مع إعطاء أكبر قدر من الرؤية من كل موقع. المشروع هو أحد الأوائل في المنطقة الذي لديه مكتب فني يعمل بدوام كامل والذي يدير جميع مطوري تطبيقات تخطيط الطرف الثالث واستعراض ونصائح للامتثال للخطة الرئيسية فضلا عن توفير الحكومة خدمة الاتصال لإدارة كافة الأذونات والتراخيص.

## مطورو الإنشاء
هناك ثلاثة مطورون لبحرين باي الذين يشكلون حجر الزاوية في المشروع:

### مصرف أركابيتا
يقع مقر الشركة العالمية في بحرين باي وبنك أركابيتا أحد البنوك الاستثمارية وغالبية المساهمين الدوليين وراء هذا المشروع.

### رافلز سيتي
صممه المهندس المعماري رافاييل فينولي، يعد مشروع رافلز سيتي عبارة عن مجموعة من المنازل ومحلات التجزئة الحصرية.

### فندق فور سيزونز
يتوسط فندق فور سيزونز بحرين باي الذي سيكون الفرع الأول له في مملكة البحرين.

## مستثمرون عالميون
بالإضافة إلى المطورون الثلاثة فإن هناك قائمة من المطورين كطرف ثالث الذين قاموا بشراء الأراضي في المشروع وهم حسب ما يلي:
- مجموعة البركة المصرفية: المؤسسة المصرفية الإسلامية العالمية.
- بيت الاستثمار التعاوني: مطور عقاري متكامل يتخذ من البحرين مقرا له وينوي بناء برج تجاري يتكون من 47 طابق.[2]
- الصالحية العقارية: شركة عقارات مقرها الكويت ومتخصصة في التطوير العقاري التجاري الراقي.
- مجموعة المالية الإرشادية: إن شركة التمويل الدولية المتخصصة للمنتجات والخدمات المتوافقة مع الشريعة الإسلامية تنوي بناء مجمع فندقي يتكون من 240 غرفة لاستضافة فرع لسلسلة فنادق فئة الخمس نجوم شذا.
- مجموعة أجميرا مايفير العقارية: هي شركة عقارية مقرها الهند وتنوي بناء برج سكني في بحرين باي.
- الخليج كابيتا: مستثمر قطري ينوي بناء برج متعدد الاستخدامات يتكون من 45 طابق بما في ذلك فنادق رائدة ذات علامة تجارية عالمية.
- داماك: شركة تطوير عقاري ومقرها دبي ومتخصصة في المشاريع الخاصة والسكنية والترفيهية والتجارية، تنوي بناء برج سكني بحرين باي.
- أرجان روتانا: سلسلة فنادق وشقق فندقية تضم أكثر من 70 منشأة في منطقة الشرق الأوسط وتنوي بناء شقق فندقية بعلامتها التجارية بحرين باي.
- الواحة للتطوير العقاري: شركة تطوير لعقاري تتخذ من البحرينمقرا لها وتنوي إنشاء برجين توأمين للخدمات التجارية والسكنية الرائدة.
- مستثمرين آخرون لا يزالون يضعون اللمسات الأخيرة على تفاصيل المشاريع وهم: شركة الجميح للاستثمارات، والامتياز والأولى وناما العقارات.[3]

## جوائز
فاز مشروع بحرين باي على العديد من الجوائز منذ نشأته من بينهم اثنان من جوائز العقارات التجارية العربية بالاشتراك مع تلفزيون بلومبرج لأفضل تطوير عقاري عربي مشترك وأفضل تطوير عقاري بحريني في عام 2010. في تلك السنة تم ترشيح المشروع لجائزة أفضل تطوير عقاري عالمي. كما تم منح المشروع القوس الدولي لأوروبا عن طريق شركة اتجاهات مبادرة الأعمال في عام 2007 ورشح في فئة جائزة الخطة الرئيسية لجوائز سيتي سكيب العالمية 2011.

## التقدم

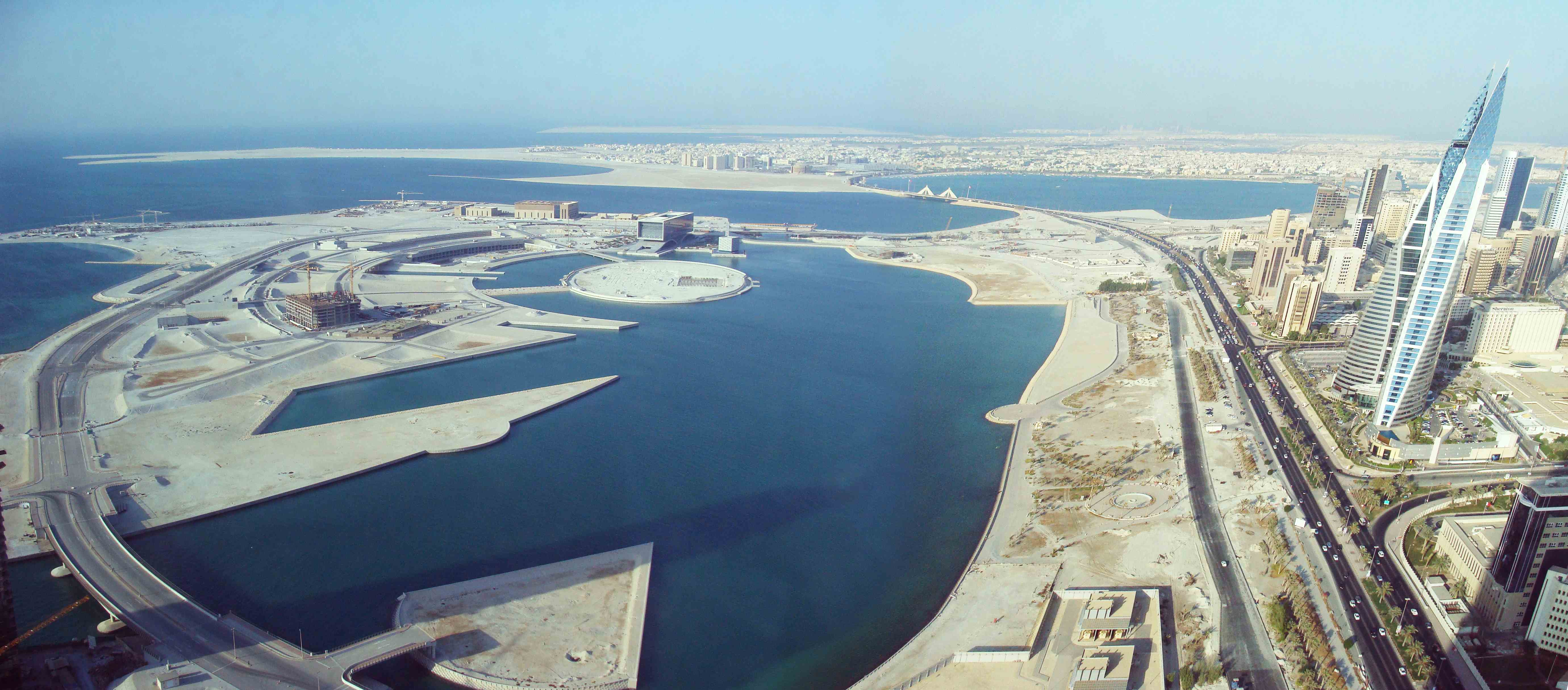
تقدم الإنشاءات في بحرين باي حتى سبتمبر 2011

في أكتوبر 2011 كان المشروع قد استكمل بناء جميع البنية التحتية بما في ذلك الاستصلاح الكامل وجميع جدران الأرصفة وشبكات الطرق وشبكات الكهرباء والمياه والصرف الصحي وشبكات الري وشبكات تبريد المناطق على نطاق الموقع لجميع قطع الأراضي وكابلات الاتصالات السلكية واللاسلكية. تم ربط المشروع بالبر الرئيسي مع بناء جسر المنامة الشمالي الذي من المقرر الانتهاء منه في عام 2012. هناك ثلاثة مطورين من فئة الطرف الثالث في الموقع وبناء المشاريع الخاصة بها.